# Butte, Anaconda and Pacific Railway
Le Butte, Anaconda and Pacific Railway (sigle de l'AAR: BAP) est une petite compagnie du Montana fondée en 1892. Le BA&P fut financé par l'Anaconda Copper Mining Company. Il commença par transporter le minerai de cuivre des mines de Butte vers les hauts-fourneaux d'Anaconda. Mais le BAP, enregistré comme transporteur généraliste, achemina également des voyageurs et des marchandises diverses. Avant 1956, son activité lui permit de figurer parmi les chemins de fer américains de classe I.
Le BA&P fut un pionnier en matière d'électrification puisqu'il fut le premier chemin de fer de marchandises à électrifier sa ligne en 2 400 V continus dès 1913. Ce travail fut réalisé par General Electric et avec le propre personnel du BAP. L'électrification fut abandonnée en 1967 car l'exploitation de locomotives diesel-électriques devint plus économique.
Le BAP connut une chute énorme de son activité lorsque les hauts fourneaux d'Anaconda fermèrent. En 1985 il fut vendu à un consortium d'investisseurs locaux qui le rebaptisa Rarus Railway (RARW). Patriot Rail Corporation racheta Rarus Railway en mai 2007, et lui redonna son nom d'origine de Butte, Anaconda and Pacific Railway le 19 juillet 2007.